# Coronidium
Coronidium es un género de plantas herbáceas perteneciente a la familia Asteraceae. Es originario de Australia. Comprende 9 especies descritas y aceptadas.

## Especies
Contiene las siguientes especies:
- Coronidium adenophorum (F.Muell.) Paul G. Wilson
- Coronidium boormannii (Maiden & Betche) Paul G. Wilson
- Coronidium cymosum Paul G. Wilson
- Coronidium elatum (A.Cunn. ex DC.) Paul G. Wilson
- Coronidium flavum Paul G. Wilson
- Coronidium fulvidum Paul G. Wilson
- Coronidium glutinosum (Hook.) Paul G. Wilson
- Coronidium kaputaricum Paul G. Wilson
- Coronidium lanosum Paul G. Wilson
- Coronidium lanuginosum (A.Cunn. ex DC.) Paul G. Wilson
- Coronidium lindsayanum (Domin) Paul G. Wilson
- Coronidium newcastlianum (Domin) Paul G. Wilson
- Coronidium oxylepis (F.Muell.) Paul G. Wilson
- Coronidium rupicola (DC.) Paul G. Wilson
- Coronidium scorpioides (Labill.) Paul G. Wilson – Button Everlasting
- Coronidium telfordii Paul G. Wilson
- Coronidium waddelliae (J.H.Willis) Paul G. Wilson